# Junior Bake Off Italia (prima edizione)
La prima edizione di Junior Bake Off Italia è andata in onda dal 27 novembre al 18 dicembre 2015 su Real Time.
Il programma è presentato da Benedetta Parodi ed ha come giudici Ernst Knam e Clelia d'Onofrio.

## Concorrenti
I concorrenti, tutti minorenni, sono stati presentati nella finale della terza edizione di Bake Off Italia del 20 novembre 2015.
| Concorrente        | Età |
| ------------------ | --- |
| Chiara             | 11  |
| Davide             | 10  |
| Filippo Nocciolini | 11  |
| Gianluca Rossi     | 12  |
| Giulia Palombelli  | 10  |
| Isabella           | 11  |
| Madeleine          | 12  |
| Matteo             | 10  |
| Riccardo           | 11  |
| Roberta Cannavò    | 11  |

## Tabella delle eliminazioni
|               | 1         | 2      | Semifinale | Semifinale | Finale | Finale     |  |  |
| Prova Tecnica | Roberta   | Davide | Isabella   | Isabella   | N.D.   | N.D.       |  |  |
| Roberta       | SALVA     | SALVA  | SALVA      | PRIMA      | SALVA  | VINCITRICE |  |  |
| Gianluca      | SALVO     | SALVO  | SALVO      | FINALISTA  | SALVO  | SECONDO    |  |  |
| Isabella      | SALVA     | PRIMA  | SALVA      | FINALISTA  | TERZA  |            |  |  |
| Matteo        | SALVO     | SALVO  | SALVO      | FINALISTA  | TERZO  |            |  |  |
| Davide        | SALVO     | SALVO  | SALVO      | ELIMINATO  |        |            |  |  |
| Giulia        | SALVA     | SALVA  | SALVA      | ELIMINATO  |        |            |  |  |
| Filippo       | PRIMO     | SALVO  | ELIMINATO  |            |        |            |  |  |
| Riccardo      | SALVO     | SALVO  | ELIMINATO  |            |        |            |  |  |
| Chiara        | ELIMINATA |        |            |            |        |            |  |  |
| Madeleine     | ELIMINATA |        |            |            |        |            |  |  |

Legenda:
     Il concorrente ha vinto la gara
     Il concorrente ha perso la sfida finale e si classifica al secondo posto della gara
     Il concorrente si classifica al terzo posto della gara
     Il concorrente accede in finale
     Il concorrente ha vinto il grembiule blu
     Il concorrente è salvo e accede alla puntata successiva
     Il concorrente è stato eliminato al termine della puntata
     Il concorrente è stato eliminato dopo la prova creativa

## Riassunto Episodi

### Episodio 1
Prima TV: 27 novembre 2015
- La prova di creatività: I bambini devono preparare la torta che riesce meglio loro.
- La prova tecnica: Con l'aiuto di Matteo (ex-concorrente della terza edizione), i bambini devono preparare un rotolo di panna e fragole.
- Concorrente eliminato: Chiara e Madeleine

### Episodio 2
Prima TV: 4 dicembre 2015 
- La prova di creatività: Ogni bambino doveva scegliere un animaletto, dopo aver fatto una mini gara, nella quale essi dovevano montare della panna montata e chi finiva per primo, sceglieva l'animaletto.
- La prova tecnica: Insieme all'aiuto delle proprie nonne, i bambini dovevano realizzare la torta della nonna con una crema alla vaniglia come accompagnamento.
- Concorrente eliminato: I giudici hanno deciso di non eliminare nessuno.

### Episodio 3
Prima TV: 11 dicembre 2015
- La prova di creatività: I concorrenti, suddivisi in coppie, devono preparare una Angel Cake e decorarla.
- La prova tecnica: I concorrenti devono preparare 30 biscotti, 10 per ognuno dei tre tipi proposti (savoiardi, baci di dama al pistacchio, frollini alla fragola).
- Concorrente eliminato: Filippo, Riccardo, Davide, Giulia

### Episodio 4
Prima TV: 18 dicembre 2015
- La prova di creatività: Preparare dei muffin salati.
- La prova tecnica: Preparare la torta sacher bianca di Ernst Knam e decorarla con una scritta di cioccolato fuso e un pinguino di pasta di zucchero.
- Terzi classificati: Isabella e Matteo
- La prova finale: Creare la torta simbolo di Bake Off (interno "creativo" ed esterno "tecnico")
- Secondo classificato: Gianluca
- Vincitrice: Roberta

## Classifica Prova Tecnica
| 1  | Roberta   | Davide   | Isabella | N.D. |  |  |  |  |  |  |  |  |  |
| 2  | Filippo   | Isabella | Roberta  | N.D. |  |  |  |  |  |  |  |  |  |
| 3  | Riccardo  | Roberta  | Matteo   | N.D. |  |  |  |  |  |  |  |  |  |
| 4  | Matteo    | Filippo  | Gianluca | N.D. |  |  |  |  |  |  |  |  |  |
| 5  | Gianluca  | Riccardo | Giulia   |      |  |  |  |  |  |  |  |  |  |
| 6  | Davide    | Gianluca | Davide   |      |  |  |  |  |  |  |  |  |  |
| 7  | Giulia    | Matteo   |          |      |  |  |  |  |  |  |  |  |  |
| 8  | Isabella  | Giulia   |          |      |  |  |  |  |  |  |  |  |  |
| 9  | Chiara    |          |          |      |  |  |  |  |  |  |  |  |  |
| 10 | Madeleine |          |          |      |  |  |  |  |  |  |  |  |  |

     Il concorrente è stato il migliore della puntata
     Il concorrente è stato eliminato

## Ascolti
Tutte le puntate vanno in onda in simultanea su tutti i canali free Discovery Communications. Di seguito, gli ascolti totali raccolti dai vari canali.
| Puntata    | Data             | Telespettatori | Share |
| ---------- | ---------------- | -------------- | ----- |
| 1          | 27 novembre 2015 | 907.000        | 3,4%  |
| 2          | 4 dicembre 2015  | 907.000        | 3,3%  |
| Semifinale | 11 dicembre 2015 | 1.033.000      | 3,6%  |
| Finale     | 18 dicembre 2015 | 902.000        | 3,5%  |
| Media      | Media            | 937.000        | 3,45% |